# Phytomediziner
Als Phytomediziner oder  Pflanzenarzt werden Personen bezeichnet, die sich mit Erforschung, Entwicklung und Anwendung von Phytomedizin beschäftigen. Die Deutsche Phytomedizinische Gesellschaft (DPG) ist die deutsche Standesorganisation der Phytomediziner. International sind die Phytomediziner in der International Association for the Plant Protection Sciences zusammengeschlossen.
Otto Appel, der als Nestor des Deutschen Pflanzenschutzdienstes gilt, hat bereits Anfang des 20. Jahrhunderts gefordert, die Ausbildung und Standesorganisation von Pflanzenärzten entsprechend derjenigen der Human- und Veterinärmediziner voranzutreiben. In der nachfolgenden Aufstellung werden besonders bekanntgewordene Phytomediziner aufgeführt.

## Bekannte Phytomediziner (Auswahl)
- Otto Appel (1867–1952), Berlin
- Joseph Charles Arthur (1850–1942), Brook, Indiana, USA
- Günther Bachthaler (1927–2007), Freising
- Georg F. Backhaus (* 1955), Quedlinburg
- Frederick Bawden (1908–1972), Harpenden, Hertfordshire, UK
- Roger N. Beachy (* 1944), Michigan, USA
- Eckard Beer (1944–2019), Oldenburg und Niedersachsen
- Johannes Behrens (1864–1940), Hildesheim
- Gabriele Berg (* 1963), Graz, Österreich
- Bernard Blum (1938–2014), Basel und Paris
- Hans Blunck (1885–1958), Bonn
- Friedrich Boas (1886–1960), München
- Ernst Brandenburg (1901–1962), Gießen
- Heinrich Buchenauer (* 1940), Stuttgart-Hohenheim
- Heinz Butin (1928–2021), Göttingen
- Gerd Crüger (1928–2019), Braunschweig und Berlin
- Zenonas Dabkevičius (* 1954), Raseiniai, Litauen
- Heinz-Wilhelm Dehne (1950–2019), Bonn
- Holger B. Deising (* 1956), Halle-Wittenberg
- Klaus Werner Eichhorn (1938–1994), Neustadt an der Weinstraße
- Hartmut Fehrmann (1933–2020), Göttingen
- Falko Feldmann (* 1959), Goslar und Braunschweig
- Walter Heinrich Fuchs (1904–1981), Göttingen
- Gustav Gassner (1881–1955), Lüneburg
- Dennis Gonsalves (* 1943), Hilo, Hawaii, USA
- Friedrich Großmann (1927–2018), Stuttgart-Hohenheim
- Johannes Hallmann (* 1964), Münster
- Robert Hartig (1839–1901), München
- Abbas El-Hasan (* 1976), Hohenheim
- Sherif A. Hassan (1939–2020), Darmstadt
- Friedrich Wilhelm Maier-Bode (1900–1953), Bonn
- Kurt Hassebrauk (1901–1983), Braunschweig
- Rudolf Heitefuß (1928–2020), Göttingen
- Erhard Hiltner (1893–1934), München
- Lorenz Hiltner (1862–1923), München
- Ottmar Holdenrieder (* 1954), München
- Max Hollrung (1858–1937), Halle (Saale)
- Ralph Hückelhoven (* 1969), Weihenstephan
- Werner Hunnius (1929–1983), München
- Karl Hurle (* 1939), Stuttgart-Hohenheim
- Karl Isenbeck (1904–1945), Hellau bei Posen
- Johannes A. Jehle (* 1961), JKI Darmstadt
- Hanns-Heinz Kassemeyer (1949–2024), Freiburg im Breisgau
- Oskar von Kirchner (1851–1925), Stuttgart-Hohenheim
- Fred Klingauf (* 1936), Braunschweig
- Maximilian Klinkowski (1904–1971), Berlin und Halle-Wittenberg
- Werner Koch (1933–2000), Stuttgart-Hohenheim
- Friedrich August Körnicke (1828–1908), Bonn
- Walter Kotte (1893–1970), Freiburg im Breisgau
- Julius Kühn (1825–1910), Halle (Saale)
- Karl Fritz Lauer (1938–2018), Weihenstephan und Timisoara
- Horst Lyr (1926–2025), Kleinmachnow
- Anne-Katrin Mahlein (* 1981), Bonn und Göttingen
- Friedrich Wilhelm Maier-Bode (1900–1953), Bonn
- Friedrich Merkenschlager (1892–1968), Weihenstephan
- Antanas Minkevičius (1900–1998), Vilnius
- Bernhard Rademacher (1901–1973), Stuttgart-Hohenheim
- Annette Reineke (* 1968), Geisenheim
- Rudolf Salzmann (1912–1992), Zürich
- Evamarie Sander (1928–2023), Tübingen
- Satyabrata Sarkar (1928–2022), Stuttgart-Hohenheim
- Ernst Schaffnit (1878–1964), Bonn
- Otto Schlumberger (1885–1958), Berlin und Kleinmachnow
- Erich Seemüller (1932–2024), Dossenheim
- Shirai Mitsutarō (1863–1932), Tokio
- Paul Sorauer (1839–1916), Berlin
- Andreas von Tiedemann (* 1956), Rostock und Göttingen
- Albertas Vasiliauskas (1935–2024), Dubrava Litauen
- Ralf T. Vögele (* 1963), Stuttgart-Hohenheim
- Christiane Volger (1917–2008), Göttingen
- Heinrich Carl Weltzien (1928–2020), Bonn
- Emil Werth (1869–1958), Berlin und Münster
- Arend Joachim Friedrich Wiegmann (1770–1853), Göttingen und Braunschweig
- Heinrich Moritz Willkomm (1821–1895), Dorpat und Prag
- Christian Winner (1927–2012), Göttingen
- Claus P. W. Zebitz (* 1950), Stuttgart-Hohenheim
- Volker Zinkernagel (* 1938), Freising-Weihenstephan